# Pseudotriton
Genre
Synonymes
- Mycetoglossus Bonaparte, 1839
- Batrachopsis Fitzinger, 1843
- Pelodytes Gistel, 1848

Pseudotriton est un genre d'urodèles de la famille des Plethodontidae.

## Répartition
Les trois espèces de ce genre se rencontrent dans la moitié Est des États-Unis.

## Liste d'espèces
Selon Amphibian Species of the World (28 mars 2014) :
- Pseudotriton diastictus Bishop, 1941
- Pseudotriton montanus Baird, 1850
- Pseudotriton ruber (Sonnini de Manoncourt & Latreille, 1801)

## Publication originale
- Tschudi, 1838 : Classification der Batrachier, mit Berucksichtigung der fossilen Thiere dieser Abtheilung der Reptilien, p. 1-99 (texte intégral).